# ABACABB
ABACABB war eine US-amerikanische Deathcore-Band aus Sterling im Bundesstaat Virginia, die von 2004 bis 2010 bestand.

## Geschichte
ABACABB wurde im Jahr 2004 in Sterling im US-amerikanischen Bundesstaat Virginia gegründet. Nach zahlreichen Wechseln in der Bandbesetzung bestand die letzte Zusammensetzung der Gruppe aus Sänger Tyler Greene, den beiden Gitarristen Aaron Bugby und Jeff Durfee, dem Bassisten Stefan Mills und dem Schlagzeuger Navid Naghdi, welcher später zeitweise bei For the Fallen Dreams und Bury Your Dead aktiv spielte.
Die Band veröffentlichte in den ersten beiden Jahren des Bestehens drei Demo-CDs. Das letzte Demo, das nach der Gruppe benannt wurde, verfügte über zwei Titel und erschien bei 187 Records. Ende 2008 nahm das Plattenlabel Sumerian Records die Gruppe unter Vertrag. Am 20. Januar 2009 erschien mit Survivalist das einzige Album der Gruppe über Sumerian Records. Im Jahr 2010 gab die Gruppe ihre Auflösung bekannt. Ende 2012 fand die Band für ein Benefizkonzert wieder zusammen.
ABACABB spielte auf Tourneen mit Gruppen wie After the Burial, Fellsilent, Through the Eyes of the Dead, Despised Icon und Molotov Solution.

## Stil
Die Musik von ABACABB wurde als typischer Deathcore, einer Verschmelzung von Hardcore Punk, Death Metal und Metalcore beschrieben. Die Band war dafür bekannt, viele Breakdowns, Bassdrops und ein maschinengewehrartiges Schlagzeugspiel in ihren Stücken anzuwenden. Allerdings wurde die Gruppe kritisiert, kaum Abwechslung in ihrer Musik zu haben.

## Bandname
Die Band wurde nach der Knopfkombination ABACABB benannt, wodurch Blut-Effekte im Spiel Mortal Kombat für die Sega Genesis sichtbar werden.

## Diskografie
- 2004: Demo 2004 (Demo, Eigenproduktion)
- 2006: Demo 2006 (Demo, Eigenproduktion)
- 2006: ABACABB (Demo, 187 Records)
- 2009: Survivalist (Album, Sumerian Records)